# Christuskirche (Nieder-Mörlen)

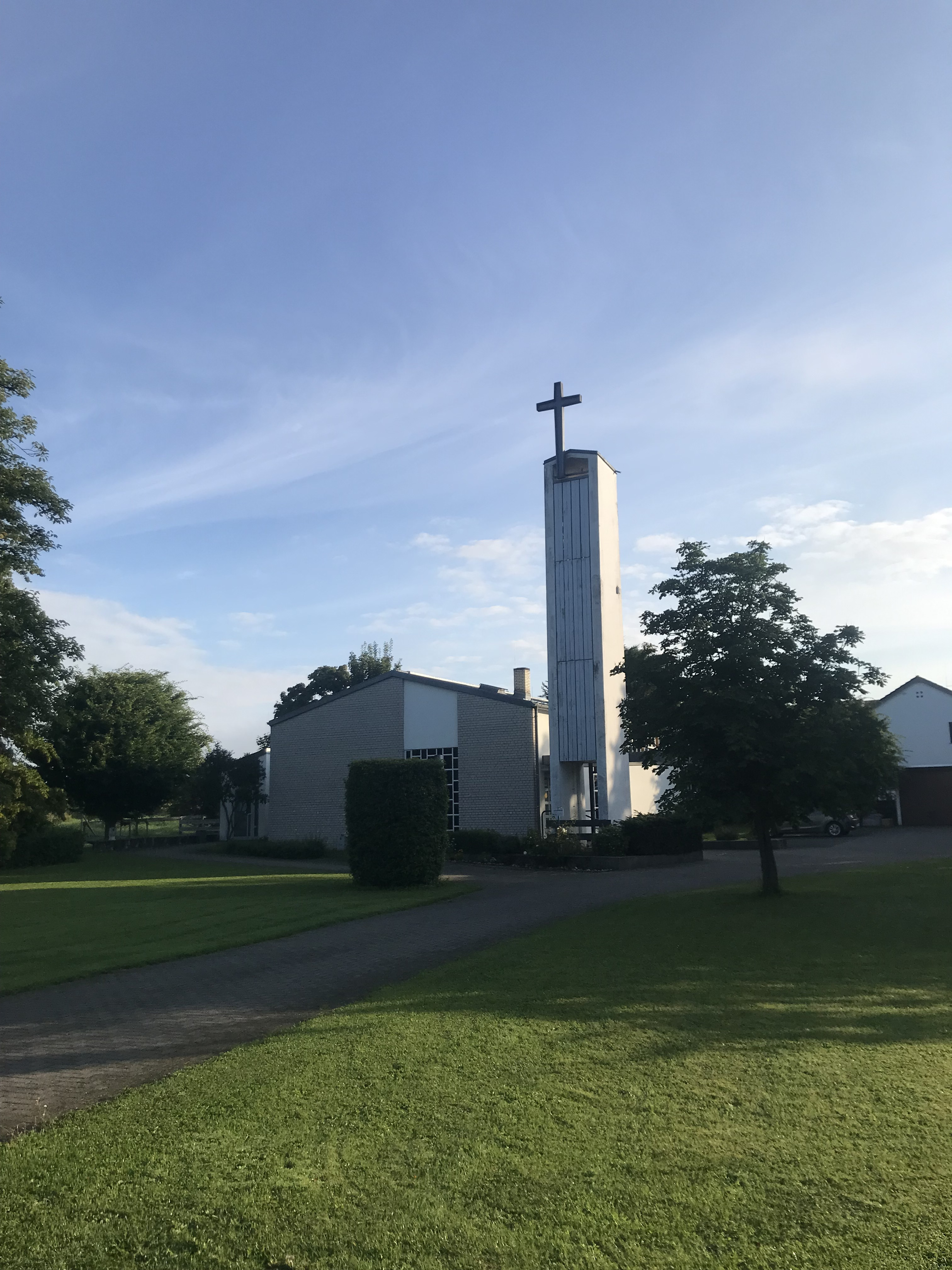
Christuskirche Nieder-Mörlen im Sommer

Die Christuskirche in Nieder-Mörlen, einem Stadtteil von Bad Nauheim, ist ein evangelisches Gotteshaus, das in den Jahren 1956/57 errichtet wurde. Es ist das geistliche Zentrum der Evangelischen Christuskirchengemeinde Nieder-Mörlen. Sie dient nicht nur als Ort für Gottesdienste, sondern auch als Treffpunkt für die Gemeinde und beherbergt verschiedene soziale und kulturelle Aktivitäten.
Im Rahmen des Reformprozesses „EKHN 2030“ der Evangelischen Kirche in Hessen und Nassau (EKHN) arbeitet die Evangelische Christuskirchengemeinde Nieder-Mörlen mit der Evangelischen Kirchengemeinde in Bad Nauheim und Ober-Mörlen sowie der Evangelischen Kirchengemeinde Langenhain-Ziegenberg in einem Nachbarschaftsraum zusammen.

## Geschichte
Vor dem Zweiten Weltkrieg bestand die evangelische Gemeinschaft in dem damals überwiegend katholischen Dorf Nieder-Mörlen aus nur wenigen Mitgliedern. Mit dem Wachstum der Bevölkerung und der Zunahme evangelischer Christen entstand der Wunsch nach einem eigenen Gotteshaus. Dank zahlreicher Spenden konnte dieses Vorhaben realisiert werden: Am 21. Oktober 1956 wurde der Grundstein gelegt, und am 1. Advent 1957 fand die feierliche Einweihung der Christuskirche statt.
Im August 2025 begannen die Sanierungsarbeiten des Glockenturms.

## Architektur und Ausstattung
Die Christuskirche wurde nach den Plänen des Architekten Rudolf Storck auf freiem Feld zwischen dem damaligen Dorfkern und einem Neubaugebiet in Richtung Bad Nauheim errichtet. Heute liegt sie nahezu im Zentrum des Stadtteils. Der freistehende Glockenturm an der Frankfurter Straße ist weithin sichtbar. 
Ein Kunstwerk im Inneren ist der sogenannte „Bandeisen-Christus“ des Künstlers Kurt Max Schulz-Schönhausen. Diese Darstellung zeigt nicht das Abbild des leidenden, sondern den Schatten des auferstandenen, segnenden Christus vor einem in Grün- bis Goldtönen gehaltenen Mosaik.

## Gemeindeleben
Seit Ende der 1970er Jahre ist Nieder-Mörlen eine eigenständige evangelische Gemeinde mit eigener Pfarrstelle. Die Christuskirchengemeinde legt Wert darauf, ein Ort der Begegnung für Jung und Alt zu sein. Angebote wie der Kindergottesdienst, Pfadfindergruppen des VCP, Frauengesprächskreise und Seniorentreffs prägen das Gemeindeleben. Zudem besteht eine enge Zusammenarbeit mit der katholischen Gemeinde und den örtlichen Vereinen.

## Kindertagesstätte „An der Christuskirche“
Angrenzend an die Kirche befindet sich die Kindertagesstätte „An der Christuskirche“. Sie bietet ein breit gefächertes Betreuungsangebot und legt Schwerpunkte auf Partizipation der Kinder, Natur- und Umweltbildung sowie musikalische und künstlerische Förderung. Programme wie „KIKS UP“ unterstützen die psychosoziale Gesundheit, Bewegung und Ernährung der Kinder.